# Oh Jung-hae
Dans ce nom coréen, le nom de famille, Oh, précède le nom personnel.
Oh Jung-hae ou Oh Jeong-hae (coréen : 오정해) est une actrice, chanteuse de pansori et enseignante sud-coréenne.

## Biographie
Elle est titulaire d’un baccalauréat et d’une maîtrise en pansori de l’école de musique coréenne de l’université Chung-Ang. Elle a ensuite obtenu un doctorat en philosophie à l’université Wonkwang, affiliée au bouddhisme Won.

## Filmographie

### Cinéma
- 1993 : La Chanteuse de pansori de Im Kwon-taek
- 1994 : Les Monts Taebaek de Im Kwon-taek
- 1996 : Festival de Im Kwon-taek
- 2007 : Souvenir de Im Kwon-taek

### Télévision

#### Séries
- 2000 : Trois Amis (en)

#### Émissions
- 2003 : Vitamin (en)
- 2015 : Baek Jong-won's Top 3 Chef King (en)